# Windows 10 phiên bản 1709
Windows 10 Fall Creators Update, còn được biết đến với số hiệu 1709 và tên mã "Redstone 3" là bản cập nhật thứ tư của Windows 10 đồng thời là bản cập nhật thứ ba dưới cái tên "Redstone". Nó có số hiệu bản dựng là 10.0.16299. Bản xem trước đầu tiên của Windows 10 1709 được công bố trong chương trình Insiders vào ngày 7 tháng 4 năm 2017. Bản xem trước cuối cùng ra mắt người dùng Windows Insiders vào ngày 26 tháng 9 năm 2017, trước khi được công bố rộng rãi đến công chúng vào ngày 17 tháng 10 cùng năm.
Quá trình hỗ trợ cập nhật ban đầu sẽ kết thúc vào ngày 14 tháng 4 năm 2020, song đã bị lùi đến ngày 13 tháng 10 năm 2020 do ảnh hưởng của đại dịch COVID-19, sau sự ra mắt của bản dựng có số hiệu 16299.2166.